# کاراففا دل بیانکو
کاراففا دل بیانکو (به ایتالیایی: Caraffa del Bianco) یک کومونه در ایتالیا است که در استان رجو کالابریا واقع شده‌است.

## خصوصیات
کاراففا دل بیانکو ۱۲٫۳ کیلومترمربع مساحت و ۶۰۵ نفر جمعیت دارد.